# جزع
الجَزَع لغةً: نقيض الصَّبر. وقد جَزِع يَجْزَع جَزَعًا فهو جازِع، فإذا كَثُر منه الجَزَع، فهو جَزُوع. والجَزُوع: ضدُّ الصَّبور على الشَّرِّ. وأَجْزَعه غيره.
الجَزَع اصطلاحًا:
وقال الرَّاغب: (والجَزَع هو: حُزْن يَصْرِف الإنسان عمَّا هو بصدده، ويَقْطَعه عنه).
قال أبو هلال العسكري: (الجَزَع: إظهار ما يلحق المصَاب مِن المضَض والغَمِّ).
وقال ابن فارس: (هو انقطاع المنَّة عن حَمْل ما نزل).

## الفرق بين الجزع وبعض الصفات المقاربة

### الفرق بين الجَزَع ورِقَّة القلب
قال ابن القيِّم: (والفرق بين رِقَّة القلب والجَزَع: أنَّ الجَزَع ضعفٌ في النَّفس، وخوفٌ في القلب، يمدُّه شدَّة الطَّمع والحرص، ويتولَّد مِن ضعف الإيمان بالقَدَر... فمتى عَلِم أنَّ المقَدَّر كائنٌ- ولا بدَّ- كان الجَزَع عناءً محضًا ومصيبة ثانية. أمَّا رِقَّة القلب فإنَّها مِن الرَّحمة، وقد كان رسول الله صلى الله عليه وسلم أرَقَّ النَّاس قلبًا، وأبعدهم مِن الجَزَع، فرِقَّة القلب رأفةٌ ورحمةٌ، وجَزَعُه مرضٌ وضعفٌ، فالجَزَع حال قلبٍ مريضٍ بالدُّنيا، قد غشيه دخان النَّفس الأمَّارة، فأخذ بأنفاسه، وضيَّق عليه مسالك الآخرة، وصار في سجن الهوى والنَّفس، وهو سجنٌ ضيِّق الأرجاء، مظلم المسلك، فانحصار القلب وضيقه يجعله يَجْزَع مِن أدنى ما يصيبه ولا يحتمله، فإذا أشرق فيه نور الإيمان واليقين بالوعد، وامتلأ مِن محبَّة الله وإجلاله، رَقَّ وصارت فيه الرَّأفة والرَّحمة، فتراه رحيمًا رقيق القلب بكلِّ ذي قُرْبَى ومسلم، يرحم النَّملة في جحرها، والطَّير في وَكْرِه، فضلًا عن بني جنسه، فهذا أقرب القلوب مِن الله تعالى).

### الفرق بين الجَزَع والفَزَع
قال الرَّاغب: (الفَزَع والجَزَع أخوان، لكن الفَزَع ما يعتري الإنسان مِن الشَّيء المخِيف، والجَزَع ممَّا يعتري مِن الشَّيء المؤلم، والفَزَع لفظ عام، سواء كان عارضًا عن أمارة ودلالة، أو حاصلًا لا عن ذلك).

## ذمُّ الإسلام للجزع والنهي عنه

### في القرآن الكريم
وقال تعالى: ((إِنَّ الإِنسَانَ خُلِقَ هَلُوعًا إِذَا مَسَّهُ الشَّرُّ جَزُوعًا وَإِذَا مَسَّهُ الْخَيْرُ مَنُوعًا إِلاَّ الْمُصَلِّينَ)) ~[المعارج: 19-22].
قال الطبري في تفسيره: (يقول: إذا قلّ ماله وناله الفقر والعدم فهو جزوع من ذلك، لا صبر له عليه. وقال السعدي: (فيَجْزَع إن أصابه فقرٌ أو مرضٌ، أو ذهابُ محبوبٍ له، مِن مالٍ أو أهلٍ أو ولدٍ، ولا يستعمل في ذلك الصَّبر والرِّضا بما قضى الله).
وقال تعالى: (( فَصَبْرٌ جَمِيلٌ وَاللَّهُ الْمُسْتَعَانُ عَلَىٰ مَا تَصِفُونَ)) ~[يوسف: 18].
قال القرطبي في تفسيره: الصبر جميل هو الذي لا جَزَعَ فيه ولا شكوى.
قال تعالى: ((.. سَوَاءٌ عَلَيْنَا أَجَزِعْنَا أَمْ صَبَرْنَا مَا لَنَا مِن مَّحِيصٍ )) ~[إبراهيم: 21]
قال ابن عاشور: (وجملة «أَجَزِعْنَا أَمْ صَبَرْنَا» مِن كلام الذين استكبروا. وهي مستأنفة تُبين عن سؤالٍ مِن الضُّعفاء، يستفتون المستكبرين: أيصبرون أم يجزعون، تطلُّبًا للخلاص مِن العذاب، فأرادوا تأييسهم مِن ذلك، يقولون: لا يفيدنا جَزَعٌ ولا صَبْرٌ، فلا نجاة مِن العذاب. فضمير المتكلِّم المشارك شامل للمتكلِّمين والمجابين، جمعوا أنفسهم إتمامًا للاعتذار عن توريطهم).}}
وقال تعالى: ((وَإِذَا مَسَّ الإِنسَانَ الضُّرُّ دَعَانَا لِجَنبِهِ أَوْ قَاعِدًا أَوْ قَآئِمًا)) ~[يونس: 12].
قال ابن كثير عند هذه الآية: (يخبر تعالى عن الإنسان وضجره وقلقه إذا مسَّه الضُرُّ، كما قال في سورة فصلت: ((وَإِذَا مَسَّهُ الشَّرُّ فَذُو دُعَاء عَرِيضٍ)) أي: كثير، وهما في معنى واحد، وذلك لأنَّه إذا أصابته شدَّةٌ قَلِقَ لها، وجَزِع منها، وأكثرَ الدُّعاء عند ذلك، فدعا الله في كَشْفِها ورَفْعِها عنه ...).

### في السنة النبوية
روي عن  جندب بن عبد الله أن رسول اللّه ﷺ قال: 
| جزع | كان فيمن كان قبلكم رجلٌ به جُرْح، فجَزِعَ، فأخذ سكِّينًا، فحَزَّ بها يده، فمَا رَقَأ الدَّم حتى مات، قال الله تعالى: بَادَرَني عبدي بنفسه، حرَّمت عليه الجنَّة. | جزع |

قال العيني: (قوله: ((فجَزِع))، أي: لم يصبر على الألم).
(أي: من شدة الألم والضجر الذي يصيب نفوسهم لو لم يعطوا من الغنيمة، فأعطيهم تأليفًا لقلوبهم، وتطييبًا لنفوسهم).
| جزع | بعث رسول الله ﷺ عشرة رهطٍ سريَّة عينًا... قال لهم خبيب: ذروني أركع ركعتين. فتركوه، فركع ركعتين، ثمَّ قال: لولا أن تظنُّوا أنَّ ما بي جَزَعٌ لطوَّلتها، اللَّهمَّ أحصهم عددًا. | جزع |

ومعنى الحديث: (من يرد الله به خيرا أوصل إليه مصيبة؛ ليطهره به من الذنوب، وليرفع درجته).

### في كتب العلماء وأقوال السلف
| قال علي بن أبي طالب للأشعث بن قيس: ('إنَّك إن صبرت؛ جرى عليك القلم وأنت مأجورٌ، وإن جَزِعت؛ جرى عليك القلم وأنت مأزورٌ') |
| —(أدب الدنيا والدين) للماوردي                                                                                      |

- وقال ابن حزم: (إنَّ إظهار الجَزَع عند حلول المصائب مذمومٌ؛ لأنَّه عجَز مُظْهِرُه عن مِلك نفسه، فأظهر أمرًا لا فائدة فيه، بل هو مذموم في الشَّريعة، وقاطع عمَّا يلزم مِن الأعمال وعن التَّأهُّب لما يتوقَّع حلوله ممَّا لعلَّه أشنع مِن الأمر الواقع الذي عنه حدث الجَزَع .. فلمَّا كان إظهار الجَزَع مذمومًا، كان ضدُّه محمودًا، وهو إظهار الصبر؛ لأنَّه ملك النَّفس، واطِّراحٌ لما لا فائدة فيه، وإقبال على ما يَعُودُ ويُنْتَفَع به في الحال وفي المسْتَأنف. وأمَّا استبطان الصَّبر فمذمومٌ؛ لأنَّه ضعفٌ في الحسِّ، وقسوة في النَّفس وقلَّةُ رحمة. وهذه أخلاق سوء، لا تكون إلَّا في أهل الشَّرِّ وخبث الطَّبيعة، وفي النُّفوس السَّبُعيَّة الرَّديئة. فلمَّا كان ذلك نتيجة ما ذكرنا، كان ضدُّه محمودًا، وهو استبطان الجَزَع؛ لما في ذلك مِن الرَّحمة والرِّقة والشَّفقة والفهم لقَدْر الرزيَّة. فصحَّ بهذا أنَّ الاعتدال هو أن يكون المرء جَزُوعَ النَّفس صَبُور الجسد، بمعنى أن لا يظهر في وجهه ولا في جوارحه شيء مِن دلائل الجَزَع).
- وقال الماوردي: (إنَّ مَن خاف الله عزَّ وجلَّ صبر على طاعته، ومَن جزع مِن عقابه وقف عند أوامره).
| قال عبيد بن عمير: 'ليس الجَزَع أن تدمع العين، ويحزن القلب، ولكن الجَزَع: القول السَّيِّئ والظَّنُّ السَّيِّئ' |
| —(عِدَّة الصابرين) لابن القيِّم                                                                    |

- قال ابن السَّماك: (المصيبة واحدة، فإن جَزِع صاحبها فهما اثنتان. يعني فقد المصاب، وفقد الثَّواب).
- وقال الجاحظ: (وهذا الخُلُق–أي الجَزَع- مُرَكَّب مِن الخُرْق-وهو الجهل والحمق- والجُبْن، وهو مستقبح إذا لم يكن مجديًا ولا مفيدًا).
- و(قال منصور بن عمار: مَن جَزِع مِن مصائب الدُّنيا، تحوَّلت مصيبته في دينه).

## نوعان للجزع
يقول سعيد بن جبير: (الجَزَع على نحوين: أحدهما في الخطايا، أن يجزع الرَّجل إليها، والآخر في المصائب، فأمَّا جزع المصيبة: فهو ألَّا يحتسبها العبد عند الله، ولا يرجو ثوابها، ويرى أنَّه سوءٌ أصابه، فذلك الجَزَع، ويفعل ذلك وهو متجلِّدٌ لا يبين منه إلَّا الصَّبر).

## العوامل المسببة للجزع
- ضعف اليقين والإيمان:

قال القاسمي: (الجَزَع واليأس مِن الفرج عند مسِّ شرٍّ قُضِى عليه ممَّا ينافي عقد الإيمان).
قال ابن القيِّم: (وإذا اطمأنَّ إلى حكمه الكوني: عَلِمَ أنَّه لن يصيبه إلَّا ما كتب الله له، وأنَّه ما يشاء كان، وما لم يشأ لم يكن. فلا وجه للجَزَع والقلق إلَّا ضعف اليقين والإيمان. فإنَّ المحذور والمخوف: إن لم يُقَدَّر فلا سبيل إلى وقوعه، وإن قُدِّر فلا سبيل إلى صرفه بعد أن أُبْرِم تقديره. فلا جَزَع حينئذ لا ممَّا قُدِّر ولا ممَّا لم يُقَدَّر).
- عدم توطين النَّفس على وقوع ما تكرهه، وترك الرضا بموجب القضاء:

قال أبو حاتم: (السَّبب المؤدِّي إلى إظهار الجَزَع عند فِرَاق المتواخين هو: ترك الرِّضا بما يوجب القضاء، ثمَّ ورود الشَّيء على مُضْمَر الحشا بعدما انطوى عليه قديمًا، فمَن وطَّن نفسه في ابتداء المعاشرة على ورود ضدِّ الجميل عليها مِن صحبته، وتأمَّل ورود المكروه منه على غفلته، لا يُظْهِر الجَزَع عند الفراق، ولا يشكو الأسف والاحتراق إلَّا بمقدار ما يوجب العِلْمُ إظهاره)).
- (تذكُّر المصَاب حتى لا يتناساه، وتصوُّره حتى لا يَعْزُب عنه، ولا يجد مِن التِّذكار سَلْوَة، ولا يخلط مع التَّصور تعزية.

قال الشَّاعر:
ولا يبعث الأحزان مثل التَّذكُّر.)
- (الأسف وشدَّة الحسرة، فلا يرى مِن مصابه خلفًا، ولا يجد لمفقوده بدلًا؛ فيزداد بالأسف وَلَهًا، وبالحسرة هلعًا. ولذلك قال الله تعالى: ((لِكَيْلا تَأْسَوْا عَلَى مَا فَاتَكُمْ وَلا تَفْرَحُوا بِمَا آتَاكُمْ وَاللَّهُ لا يُحِبُّ كُلَّ مُخْتَالٍ فَخُورٍ)) [الحديد: 23].

وقال بعض الشِّعراء:
- كثرة الشَّكوى، وبثُّ الجَزَع، فقد قيل في قوله تعالى: ((فَاصْبِرْ صَبْرًا جَمِيلاً)) [المعارج: 5]. إنَّه الصَّبر الذي لا شكوى فيه، ولا بثٌّ.
- أن يُغرى بملاحظة مَن حِيطَت سلامته، وحُرِست نعمته، حتى الْتَحَف بالأمن والدَّعة، واستمتع بالثَّروة والسَّعة، ويرى أنَّه قد خُصَّ مِن بينهم بالرَّزيَّة بعد أن كان مساويًا، وأفرد بالحادثة بعد أن كان مكافيًا، فلا يستطيع صبرًا على بلوى، ولا يلزم شكرًا على نُعمى. ولو قابل بهذه النَّظرة ملاحظة مَن شاركه في الرَّزيَّة، وساواه في الحادثة لتكافأ الأمران، فهان عليه الصَّبر وحان منه الفرج).[26]

## نتائج وعواقب الجزع
- فوات الثواب والأجر، وتضاعف أثر المصيبة:

قال ابن القيِّم: (الجَزَع لا يفيد إلَّا فوات الأَجر وتضاعف المصيبة).
- يورث الحسرة، ويبقي النَّدم:

(قيل للأحنف: إنَّك لصبورٌ على الجَزَع! فقال: الجَزَع شرُّ الحالين؛ يباعد المطلوب، ويورث الحسرة، ويُبقي على صاحبه النَّدم).
- الجَزَع يورث الأسقام والعِلَل وقلق النفس واضطرابها:

قال الفضيل بن عياض: (إنَّ الجَزَع يورث السَّقم، وبالسَّقم يكون الموت، وبالبُرْء تكون الحياة).
- الإنسان الذي فيه صفة الجزع، يتسبب بالشقاء والتعب والملل لمن حوله:

ورد في نضرة النعيم: (الجَزِع يشقى به جلساؤه، ويمله أقرباؤه).

## من أشكال ومظاهر الجزع
من مظاهر الجزع شق الجيوب، ولطم الخدود، والدعاء بالويل والثبور، والسخط على المقدور، وتمني الموت.
وفي الصحيحين أيضًا عن أبي موسى الأشعري  عن النبي ﷺ أنه قال: ((أنا بريء من الصالقة والحالقة والشاقة)) يعني: عند المصيبة، وقد فسر العلماء (الصالقة): بأنها التي ترفع صوتها عند المصيبة، تنوح ترفع صوتها، و(الحالقة): التي تحلق شعرها أو تنتفه، و(الشاقة): التي تشق ثوبها من الجيب أو من غير الجيب، فهذا يدل على تحريم هذه الأعمال وأنها من الجزع الذي حرمه الله.
قال ابن القيِّم: (وإذا صبر واحتسب أنضى شيطانه، وردَّه خاسئًا، وأرضى ربَّه، وسرَّ صديقه، وساء عدوَّه، وحمل عن إخوانه، وعزَّاهم هو قبل أن يعزُّوه، فهذا هو الثَّبات والكمال الأعظم، لا لَطْمُ الخدود، وشقُّ الجيوب، والدُّعاء بالويل والثُّبور، والسُّخط على المقدور).
ولقد نهى رسول ﷺ الذين آمنوا عن تمنِّي الموت.
روي عن عن أنس بن مالك  أن رسول اللّه ﷺ قال: 
| جزع | لا يتمنَّى أحدكم الموت لضرٍّ أصابه، فإن كان لا بدَّ فاعلًا فليقل: اللَّهمَّ أحيني ما كانت الحياة خيرًا لي، وتوفَّني إذا كانت الوفاة خيرًا لي. | جزع |

وهذا الحديث يدلُّ على أنَّ الأفضل للمؤمن أن لا يتدخَّل في طلب الموت مِن ربِّه مطلقًا، وأن يترك أمر الأجل لمقادير الله في خلقه، ولحكمته في عباده.
ولذلك لم يَدْعُ خبَّاب بن الأرَتِّ على نفسه بالموت، مع أنَّه وصل إلى حالة رأى فيها أنَّ الموت أحبُّ له مِن الحياة.
روى البخاريُّ عن قيس بن أبي حازم قال: دخلنا على خباب بن الأرت  نعوده، وقد اكتوى سبع كيَّات، فقال: ((إنَّ أصحابنا الذين سلفوا مضوا ولم تنقصهم الدُّنيا، وإنَّا أصبنا ما لا نجد له موضعًا إلَّا التُّراب. ثمَّ قال: ولولا أنَّ النَّبيَّ ﷺ نهانا أن ندعو بالموت لدعوت به)).
وقد حدَّث خباب نفسه بالموت ولم يطلبه، مخافة أن تنقص الدُّنيا والأموال التي زادت عنده مِن منزلته عن أصحابه الذين سبقوا إلى ربِّهم، قبل أن تُفْتَح الدُّنيا على المسلمين.